# 柏良器
柏良器（743年—803年），字公亮，魏州（今河北大名）人。
其父柏造曾任获嘉縣令，為安祿山所殺。良器乃學擊劍，立志報仇，父友王奐說他：“爾額文似臨淮王，面黑子似顏平原，殆能立功。”於是推薦給朔方節度使李光弼。因功遷左武衛中郎將。鎮壓袁晁、方清起義，獲賜錢五百萬。又擊敗淮寧節度使李希烈。封平原王。貞元五年（789年），柏良器與太尉李晟、侍中馬燧等三十六人，畫像於凌煙閣。平原王禮賢下士，如韩愈、李觀，旦夕游处門下。貞元七年（791年），柏良器招募精壯代替掛名軍籍的商販。監軍竇文場大為不滿，唐德宗便撤銷了柏良器的職務。柏妻的族人因醉酒不能回家，在宮中留宿。竇文場借題發揮，向德宗進讒言，柏良器被貶为右領軍。官至左領軍衛大將軍。貞元十九年（803年）病卒，贈陝州大都督。有子柏耆。